# Jorge Posada
Jorge Rafael Posada Villeta (ur. 17 sierpnia 1971) – profesjonalny portorykański baseballista, gracz Major League Baseball na pozycji łapacza. Występował w drużynie New York Yankees i był związany z tą drużyną przez całą swoją karierę, którą zakończył w 2011 roku. Pięciokrotny uczestnik Meczu Gwiazd MLB.
6 kwietnia 2010 Posada razem z Derekiem Jeterem i Mariano Riverą został pierwszym zawodnikiem w historii czterech głównych sportów Ameryki Północnej (MLB, NFL, NBA, NHL) pod względem grania w jednej drużynie od szesnastu sezonów.